# Tatsuya Shiji
Tatsuya Shiji, född 20 oktober 1938 i Japan, är en japansk tidigare fotbollsspelare.